# Frederik Ahlefeldt-Laurvig
 Der er flere personer med dette navn, se Frederik Ahlefeldt-Laurvig (flertydig).
Frederik lensgreve Ahlefeldt-Laurvig(en) (kaldet Generalen) (født 17. november 1760 på Bjørnemose, død 18. marts 1832 på Tranekær Slot) var en dansk godsejer og officer, bror til Jens Juel Ahlefeldt-Laurvig.
Faderen var lensgreve Christian Ahlefeldt, som i 1785 ved Højesteret havde fået tilkendt arveretten til Grevskabet Laurvig (nutidens Larvik) i Norge og dermed navnet Ahlefeldt-Laurvigen. Moderen var Elisabeth Juel.
Da faderen, Christian Ahlefeldt-Laurvigen døde i 1791 overtog Frederik Ahlefeldt-Laurvigen sammen med sin ægtefælle Charlotte Louise von Hedemann Grevskabet Langeland med Tranekær Slot på Langeland.

## Reformer og ødselhed
Lensgreve Frederik Ahlefeldt-Laurvig reformerede i modsætning til sin meget konservative fader det langelandske landbrug, oprettede et lærerseminarium, udflyttede de gamle fæstegårde og oprettede en sukkerfabrik. Samtidigt beskæftigede han sig en del med videnskab som f.eks. studiet af øjets sygdomme. Han restaurerede de langelandske kirker og indkaldte fremmede håndværkere, hvis spor endnu den dag i dag kan ses på Langeland.
Fra fødslen havde han et løjtnantspatent, og blev allerede i sit 14. år udnævnt til ritmester i sjællandske regiment ryttere, forsattes 1787 til livregiment ryttere, hvor han året efter blev major og 1793 oberstløjtnant, men stilledes derpå à la suite og forblev stående som sådan indtil 1801, da han afgik fra regimentet, samtidig med at han blev ansat som kommandør for den langelandske Landeværnsbataillon. 1802 udnævntes han til generalmajor af kavaleriet og blev året efter hvid ridder. Under krigen med England blev han altså general for hele Fyn og Langeland. Med stort held lykkedes det ”Generalen” ved hjælp af små fiskerbåde at føre tropper gennem den engelske blokade til Lolland fra Langeland.
1808 sattes han à la suite i armeen, men vedblev at føre kommandoen over landeværnet på Langeland, Tåsinge og Ærø. 1813 udnævntes han til generalløjtnant og gaves aktiv kommando som chef for en armédivision. 1815 blev han chef for fynske regiment lette dragoner. 1830 to han afsked med hæren.
Hans største interesse var imidlertid teatret. "Teatergal" har enkelte benævnt ham. Som udstationeret i Slesvig ledede han teatret i Gottorp, og som general i Odense overtog han sammen med Grev Trampe fra Løgismose ledelsen af Odense Teater, hvor han foruden at være en habil skuespiller og operasanger tillage var skuespilforfatter. På Tranekær Slot oprettede han siden et teater og sin egen teatertrup. En teatertrup, som endda på et tidspunkt kunne konkurrere med ”Det kgl. Teater” i København, hvor hans egen fætter residerede. Tillige havde "Generalen" et mere end et venskabeligt forhold til hoffet og kongefamilien på Amalienborg.
Som herremand var han reformvenlig. I perioden fra 1791-1813 afskaffede han således hoveriet, fra 1810 af indførte han efterhånden fast akkord for alle tiender, og i tiden fra 1791-1820 lod han alt godset udskifte. Generalen var yderst populær blandt de langelandske borgere og bønder, og efter sigende bidrog han selv flittigt til befolkningens forøgelse.
Men samtidens økonomiske forfald efter statsbankerotten sammenholdt med generalens ødselhed førte til, at han allerede 1805 måtte søge bevilling til at måtte afhænde det norske grevskab Laurvig til kongen, hvilken tilladelse blev given, mod at han deponerede en fideikommiskapital. Senere førte det til, at Generalens brodersøn i 1832 som arving i første omgang nægtede at overtage Tranekær Slot. Efter en tænkepause slog han dog til, men bosatte sig i mange år i et mindre hus, og kun p.gr. af megen flid og sparsommelighed i flere år kunne Tranekær igen bebos.

## Familieforhold
Frederik Ahlefeldt-Laurvigen og hans hustru Charlotte Louise fik i 1788 deres eneste fælles barn, datteren Elise. Lensgreveparret blev siden skilt, men lensgreve Frederik Ahlefeldt-Laurvig forlovede sig i 1815 med den kun 18-årige Ida Catharina Leth.
Da en lensgreve ikke umiddelbart kunne gifte sig, blev Frederik VI tilspurgt og bifaldt brylluppet. Men ægteskabet medført en større arvesag mellem lensgreven og Elise Ahlefeldts ægtemand, Lützow. Det umage ægteskab førte til familiemæssige stridigheder, og parret blev skilt efter 4 års forløb. Ida Catharina Leth blev siden gift igen.